# سوپر جام فوتبال اسپانیا ۲۰۲۱
سوپر جام اسپانیا ۲۱–۲۰۲۰ سی و هفتمین دوره از سوپر جام اسپانیا بود، یک رقابت فوتبال سالانه برای باشگاه‌هایی در سیستم لیگ فوتبال اسپانیا که در رقابت‌های اصلی خود در فصل قبل موفق بودند.
این دومین دورهٔ متوالی بود که در قالب جدید با چهار تیم انجام شد. آنها شامل برندگان کوپا دل ری ۲۰–۲۰۱۹، رئال سوسیداد و برنده لا لیگا ۲۰–۲۰۱۹، رئال مادرید، نایب قهرمان کوپا دل ری ۲۰–۲۰۱۹، اتلتیک بیلبائو و نایب قهرمان لا لیگا ۲۰–۲۰۱۹ بارسلونا بودند. این مسابقه ابتدا قرار بود مانند سال گذشته در عربستان سعودی برگزار شود، اما محدودیت‌های مربوط به دنیاگیری کووید-۱۹ آن را مجبور به ماندن در اسپانیا کرد. نیمه نهایی در شهرهای کوردوبا و مالاگا در ۱۳ و ۱۴ ژانویهٔ ۲۰۲۱ برگزار شد. فینال در ورزشگاه د لا کارتوجا در سویل در ۱۷ ژانویهٔ ۲۰۲۱ برگزار شد.
اتلتیک بیلبائو این مسابقات را برای سومین عنوان قهرمانی خود در سوپر جام اسپانیا برد.